# Сеговия
Вижте пояснителната страница за други значения на Сеговия.
Сего̀вия (на испански: Segovia) e град в Испания с население около 55 000 жители. Административен център е на едноименната провинция Сеговия в Кастилия и Леон. Сеговия е разположена на 90 км северозападно от Мадрид, на скалисто възвишение между реките Ересма и Кламорес. Заедно с Толедо и Авила е един от трите най-известни древни градове около Мадрид.

## История
Градът е основан през 80 г. пр.н.е. от римляните. Между 714 и 1085 години, се намира във владение на маврите, след което бива превзет от Алфонс VI Кастилски, ставайки резиденция през следващите 2 века.
Тук през 1474 година, за кралица бива провъзгласена Изабела I Кастилска.

## Забележителности
Старият град на Сеговия е много интересен и живописен. Има много културни забележителности, например постготическата катедрала, построена през 1525 г. по заповед на Карл V, Замъка „Алкасар“, Знаменитият римски акведукт, дълъг 728 м и висок 28 м, който се извисява над града и околностите. От 1985 г. Сеговия е част от световното културно наследство на ЮНЕСКО. Църквата „Вера Крус“ била една от резиденциите на тамплиерите до 1208 г., когато орденът бил унищожен.

## Галерия
- Замъкът „Алкасар“
- Готическата катедрала
- Църквата „Вера Крус“